# بيت الحكيم (الشغادرة)

تعديل مصدري - تعديل

بيت الحكيم هي إحدى قرى عزلة جبل الشغادرة بمديرية الشغادرة التابعة لمحافظة حجة، بلغ تعداد سكانها 1659 نسمة حسب تعداد اليمن لعام 2004.